# Argiope minuta
Argiope minuta — вид павуків-колопрядів зі всесвітньо поширеного роду Argiope. Самиці цього виду забарвлені яскраво, як і більшість інших представників роду, але не такі великі. Самці ще менші за розміром. Отрута слабка, для людини безпечні. Поширені в Південно-Східній Азії — на сході Китаю, на Тайваню, в Кореї, Японії. Видова латинська назва перекладається як «маленька».

## Опис
Відносно дрібний вид: довжина тіла дорослої самиці всього 0,6-1,2 см, самець ще менший — 5-6 мм.
Верхня поверхня головогрудей самиці жовта з чорнувато-брунатними відмітками, вкрита сріблястими волосками, як і в інших видів роду. Черевний бік головогрудей чорний, з великою жовтою плямою по центру. Хеліцери жовтувато-бурі. Ноги жовтувато-бурі з чорними кільцями.
Черевце щитоподібної форми. На жовтій спинній поверхні черевця самиці видні одна вузька темна смуга у передній частині та дві широкі поперечні червоно-коричневі смуги ближче до заднього кінця, в кожній з яких знаходиться декілька світлих плям, утворених сріблястими лусочками. Нижня поверхня черевця чорна, з трьома парами білих плям.
Самець значно дрібніший, темнішого буруватого забарвлення тіла, без виразного малюнку.

### Схожі види
Подібне забарвлення мають інші види з роду Argiope, зокрема Argiope vietnamensis та Argiope hinderlichi. Дуже схожа також Argiope anasuja, яка втім має відмінний ареал. Argiope amoena, що зустрічається в тих же районах Східної Азії має додаткову третю широку чорну поперечну смугу на спинній поверхні черевця самиці.

## Спосіб життя
Самиця розкудує павутиння поміж деревами та кущами, зазвичай у горах та на полях. Стабілімент на павутині X-подібний. Дорослих павуків у Кореї можна спостерігати з липня до жовтня.
У павутині Argiope minuta знаходили клептопаразитів — павуків роду Argyrodes, причому серед 18 досліджених видів павуків-колопрядів клептопаразит обирав частіше лише ловильну сітку більших за розміром павуків роду Nephila.
Отрута Argiope minuta містить фермент сфінгомієліназу, здатний руйнувати мембрани клітин. Втім, її введення не викликає некрозу в тканинах ссавців, а тому отрута може вважатися безпечною для людини.

## Поширення
Розповсюджений у східних районах Китаю, по всій Кореї, на островах Японії, у Тайваню, у Бангладеші.